# Infierno, canto cuarto

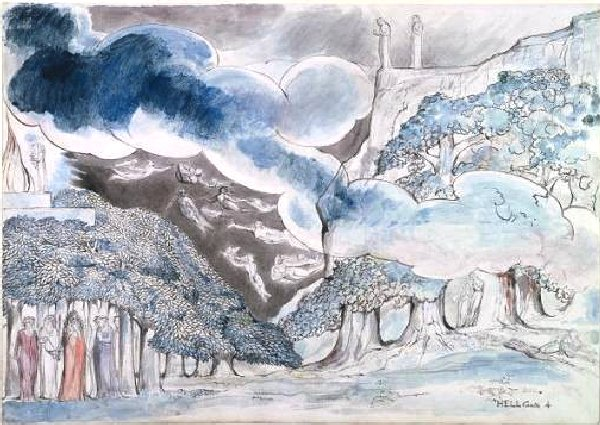
El Limbo, ilustración de William Blake.

El cuarto canto del Infierno de Dante Alighieri se sitúa en el primer círculo, es decir el Limbo, donde se encuentran los virtuosos no bautizados. Estamos en la noche entre el 8 de abril y el 9 de abril de 1300 (Sábado Santo), o según otros comentadores entre el 25 de marzo y el 26 de marzo de 1300.

## Incipit
Canto quarto, nel quale mostra del primo cerchio de l'inferno, luogo detto Limbo, e quivi tratta de la pena de' non battezzati e de' valenti uomini, li quali moriron innanzi l'avvenimento di Gesù Cristo e non conobbero debitamente Idio; e come Iesù Cristo trasse di questo luogo molte anime.
Cuarto canto, que muestra el primer círculo del Infierno, un lugar llamado Limbo, donde trata de la pena de no bautizados y de hombres buenos que murieron antes de la llegada de Jesucristo, y que no conocieron debidamente a dios, y de cómo Jesucristo tomó de este lugar muchas almas.

## Análisis del canto

### El Limbo (versos 1-63)

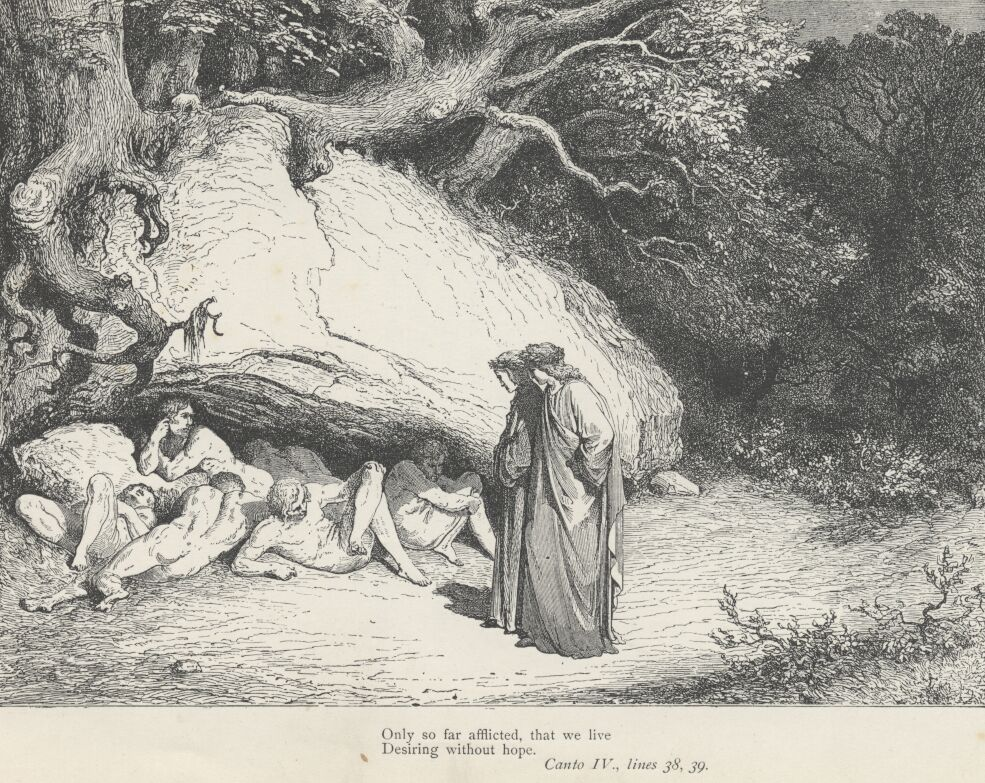
Los no bautizados.

Después del desvanecimiento de Dante delante del Aqueronte causado por un rayo, el poeta se despierta al inicio del nuevo canto a causa de un trueno sobrenatural y ya del otro lado del río. Con este evento prodigioso Dante supera lo dicho por Carón: que no debe pasar alma viva por allí.
Dante se siente confortado, mira alrededor y se da cuenta de estar en la orilla de los «llantos infinitos». El aire era «oscuro, profundo y nebuloso», por eso si bien lo intentaba no podía ver nada en particular. Es la oscuridad del Infierno, donde el sol no llega. De hecho, Virgilio llama a aquel lugar el «ciego mundo» y se apresura a iniciar el viaje, con Dante atrás.
Pero Virgilio está palidísimo y Dante, preocupado, le pregunta la razón. Virgilio explica que se debe a su angustia (entendida como tristeza) porque están entrando al Infierno, y en particular (si bien no lo especifica) en el Limbo, lugar de su castigo.
Los dos entran en el primer círculo y Dante registra de inmediato un dato auditivo: no siente ningún llanto, solo suspiros, que hacen estremecer el aire eterno (muchas veces se insiste sobre la eternidad en esta parte del infierno), a causa del dolor que no está provocado por penas físicas (mártires) en aquella formación «infantes, hembras y varones».
Es el Limbo, del latino limbus, donde están aquellos que no tuvieron pecados, solo el original de no haber sido bautizados. Por lo tanto se encuentran los niños que nacieron muertos, las personas rectas nacidas antes que Cristo y esas que por varias razones no tuvieron forma de conocer el mensaje de Cristo (Dante nombrará entre otros a dos musulmanes). También están los judíos que esperaron la llegada de Cristo, el cual los liberó durante su descenso a los Ínferos. Entonces, en contraste con la doctrina de los padres de la Iglesia, en particular de Tomás de Aquino, que retenían que en el Limbo residían solo los niños muertos sin bautismo, Dante agrega a las personas rectas pero no bautizadas.
Virgilio explica entonces que allí se encuentran aquellos que no pecaron, pero si llegaron a tener méritos, les faltó el bautismo. Virgilio está entre estos y se siente perdido como los otros porque ellos viven «sin esperanza y con deseo», es decir deben vivir sin esperanza de ver a Dios, en un continuo desear y llanto.
Dante es tocado por esta confesión y pregunta a Virgilio si de allí alguna vez alguien haya sido colocado entre los bendecidos por sus méritos. Virgilio entonces cuenta como, cuando estaba allí desde poco tiempo, vio venir a Cristo (nunca nombrado en el Infierno y aquí citado «como un Poderoso / de signo de victoria coronado») que llevó todos los judíos del Antiguo Testamento, en particular todos aquellos que se afianzaron en las manos de Dios (Abraham, Noe, Moisés). Tal episodio viene tomado del evangelio de Nicodemo.
Virgilio nombra a:
- Adán (el primer padre)
- Abel
- Moisés
- Noé
- Abraham
- Rey David
- Jacobo (llamado Israel)
- Isaac (padre de Jacobo)
- Los dos hijos de Jacobo
- Raquel, su esposa, que tanto le costó (catorce años de servicio con el suegro)
- «otros muchos» (es decir todos aquellos que creyeron en la llegada de Cristo).

Ellos, explica Virgilio, fueron los primeros hombres en ser salvados.

### Los grandes poetas antiguos (vv. 64-105)

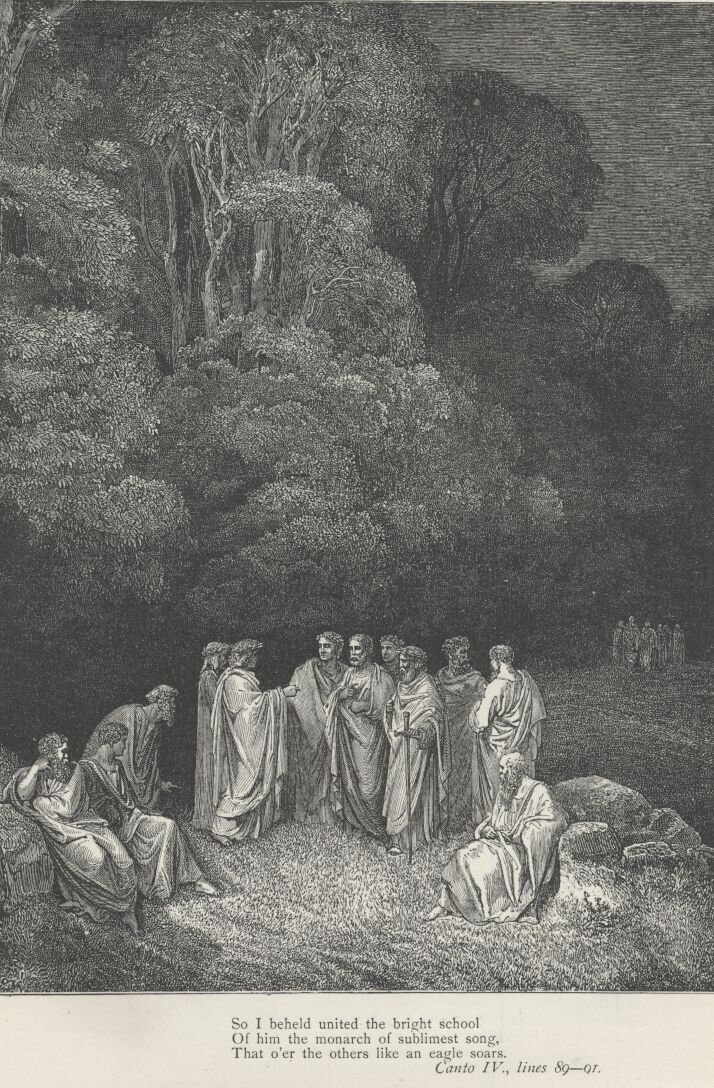
Dante encuentra los grandes poetas antiguos (canto IV). Ilustración de Gustave Doré.

Mientras los dos poetas hablan atraviesan la selva, entendida como selva de los espíritus (explica Dante). El poeta nota un fuego que vencía las tinieblas, iluminando el círculo, así que no podía entrever a la honorable gente que ocupaba aquel lugar. En los próximos tercetos la palabra «honor» con sus derivados se verá ocho veces siendo el concepto clave de la descripción.
Dante pide a Virgilio, alma que honra ciencia y arte, quienes son aquellos que son separados del resto del círculo por honor tan grande, y le responde que son aquellos que la honrada nombradía, es decir el nombre digno de gloria en vida adquirió en el cielo tal gracia que los privilegia también aquí.
Una voz se levanta entonces: «¡Honrad al altísimo poeta, / retorna su sombra, que partida era!». Palabras referidas a Virgilio y pronunciadas por una de las cuatro sombras que Dante ve acercarse a ellos. Se acercan con el rostro ni triste ni calmo, y esto no porque no sufran ellos también de no ver a Dios, pero sino porque, siendo justamente privilegiados, no manifiestan su sufrimiento. Virgilio hace la presentación antes que se acerquen: el primero, con la espada en la mano es Homero «poeta soberano» (y poeta épico, por esto la espada, aunque Dante nunca había leído sus obras y solo las conocía por poetas latinos), sigue Horacio satírico (de los Sermones y de las Epistolæ), Ovidio y Lucano (estos dos últimos citadísimos en la Comedia dantesca, sobre todo en el Infierno). Virgilio explica que son todos poetas y por eso lo alaban con voz «unísona», es decir en coro.
Dante se une a esta formación guiada por «aquel señor del altísimo canto» (entendido en sentido técnico, como estilo poético trágico, es decir Homero o quizás el mismo Virgilio) después de ser saludado y recibido entre ellos con la sonrisa de Virgilio. Ellos lo aceptan en su grupo, que para Dante fue el honor más grande: ser el sexto en una compañía así importante. Dante entonces acepta su descendencia directa de los clásicos, pero sin ser modesto, ya que él veía la modestia como cualidad de los hombres mediocres y con gusto se une a aquella compañía.
El grupo entonces va hacia la luz, «hablando cosas que callar es bello». Dante no se apresura a contarnos la conversación.

### El castillo de los espíritus magnos (vv. 106-151)

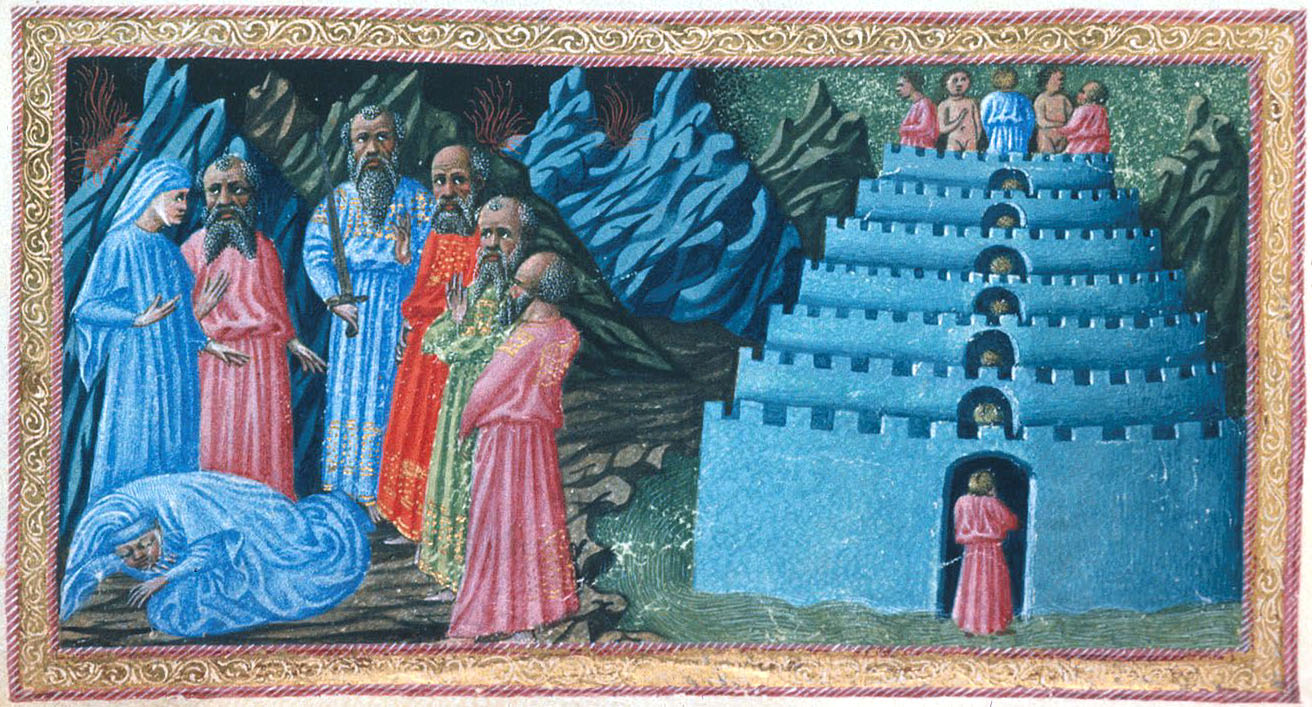
Ilustración para el canto IV, Priamo della Quercia.

Ellos llegan así a los pies del noble castillo, con siete muros y una fosa con un bello riachuelo. Lo atraviesan caminando arriba como si fuese firme tierra, y después atraviesan siete puertas hasta un prado con una vegetación fresca. Sobre la interpretación de estos números simbólicos se escribió mucho sin encontrar una solución. Parecido a los Campos Elíseos virgilianos, muy probablemente el castillo representa la nobleza humana, basada en las cuatro virtudes morales (prudencia, justicia, fuerza y templanza) unidas a las tres virtudes intelectuales (inteligencia, ciencia y sabiduría). Son excluidas las virtudes teológicas, las únicas que faltaron a estas almas. O quizás los siete muros/puertas son las artes liberales y el castillo representa la ciencia. O quizás el castillo de la filosofía con las siete ramificaciones. El arroyo sería el obstáculo a la nobleza, pasado con facilidad por los poetas, que podrían representar los bienes terrenales o la vanidad u otra cosa. La luz alrededor del castillo es un símbolo de conocimiento.
En el castillo están hospedadas personas que expresan autoridad, que tienen una mirada reposada y grave, que raramente hablan y cuando lo hacen es con voz suave. Dante y los otros salen y suben una pequeña colina verde de la cual pueden ver a todos los habitantes del castillo. Inicia entonces el elenco de los espíritus magnos.
Primero Dante menciona a algunos troyanos, del cual descendieron los romanos, pueblo privilegiado por Dios porque fueron los fundadores de Roma, que será caput mundi a través del imperio. Ellos son:
- Electra, progenitora de los troyanos, con muchos compañeros entre los cuales:
- Héctor
- Eneas
- César «en armas, de ojos rapaces».

Después dos vírgenes guerreras virgilianas:
- Camila
- Pentesilea.

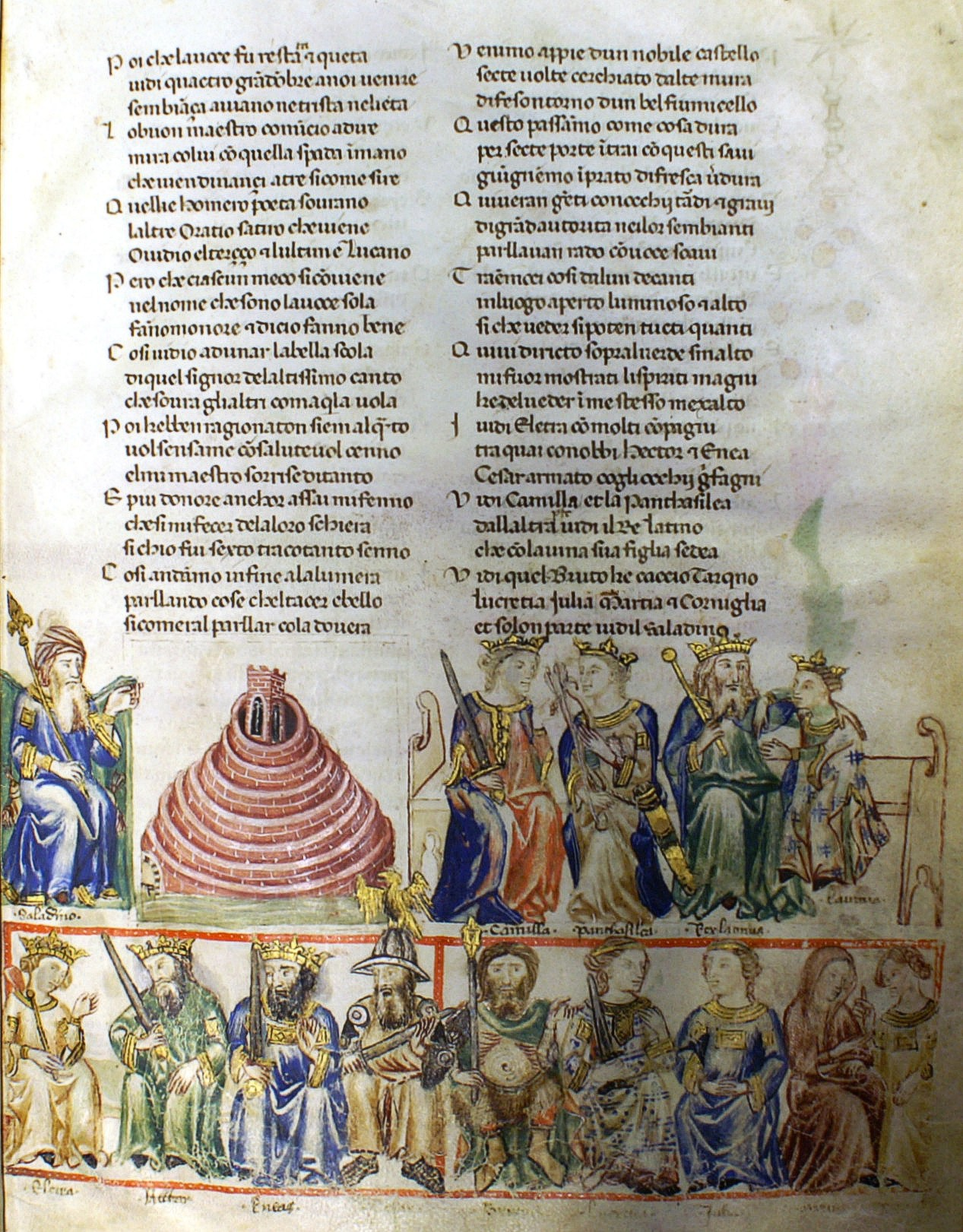
Los «spiriti magni», página del Codex Altonensis.

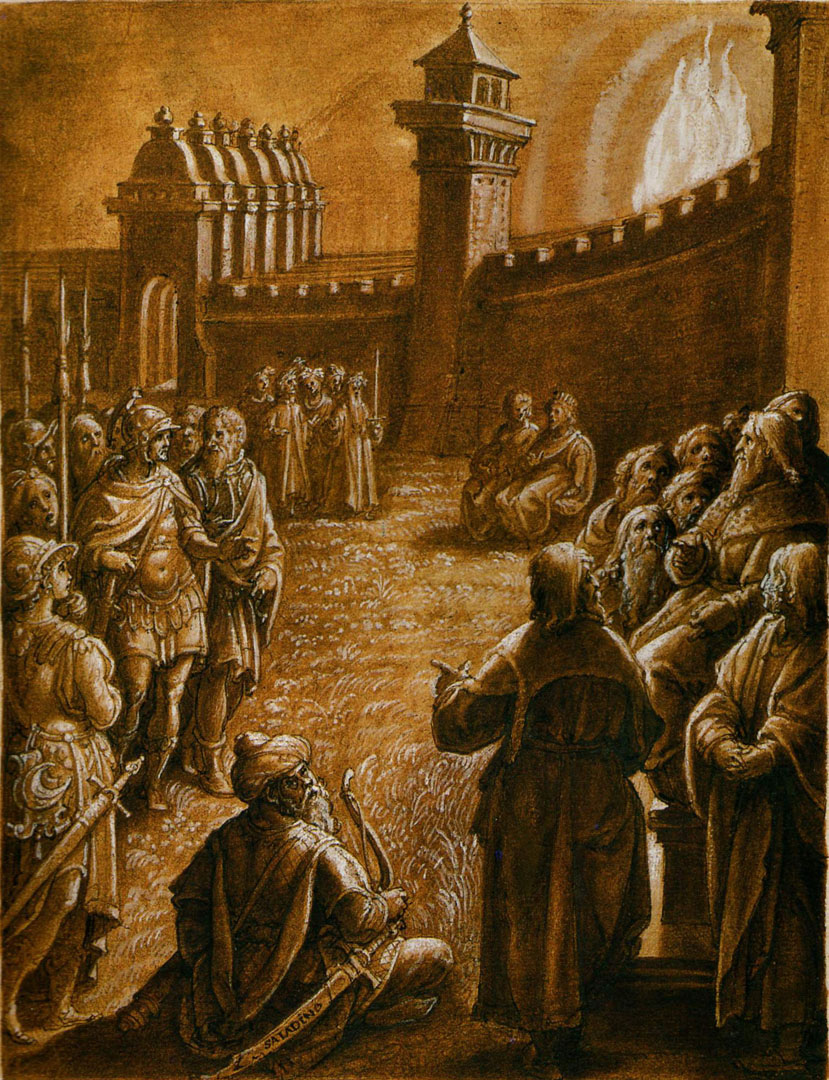
Canto IV, Giovanni Stradano, 1587.

Continuando con la historia romana, mitológica o real, están:
- Rey Latino
- Lavinia
- Bruto (que echó a Tarquinio el Soberbio)
- Lucrecia
- Julia (hija de Julio César)
- Marcia
- Cornelia.

Aislado porque es de una civilización distinta está el gran comandante musulmán:
- Saladino

Después de los nobles (según algunos críticos «de acción»), se pasa a los nobles «de pensamiento», es decir los filósofos:
- Aristóteles, indicado como «Maestro de aquellos que saben, / sentado en medio de la filosófica familia».
- Sócrates
- Platón (estos últimos están más adelante que los demás porque son más importantes)
- Demócrito (que el mundo del acaso pone)
- Diógenes el Cínico (no es segura la atribución)
- Anaxágoras
- Tales
- Empédocles
- Heráclito
- Zenón (no se sabe cuál).

Sigue un naturalista:
- Dioscórides.

Después, de nuevo, poetas y escritores:
- Orfeo
- Cicerón (Tulio)
- Lino
- Séneca.

Matemáticos y astrónomos:
- Euclides
- Ptolomeo.

Médicos:
- Hipócrates
- Avicena
- Galeno.

Finalmente el comentador de Aristóteles:
- Averroes (tercer personaje musulmán de la serie).

Dante concluye diciendo que no puede nombrar a todos (ya usó nueve tercetos para listarlos) porque lo ocupa el «largo tema», es decir narrar el largo viaje que varias veces le hará olvidar de las cosas acontecidas. Entonces el grupo de seis se divide en dos: Dante y Virgilio se alejan «por otra senda», lejos de la quietud del «aire que tiembla» (por los suspiros, como fue dicho al inicio del canto) y fuera de la luz.